# Simon (mèo)
Mèo Simon (khoảng 1947 - 28 tháng 11 năm 1949) là con mèo của con tàu phục vụ trên tàu chiến HMS Amethyst của Hải quân Hoàng gia. Vào năm 1949, trong sự cố Yangtze, nó đã nhận được Huân chương Dickin của PDSA sau khi sống sót sau khi bị đạn pháo, nâng cao tinh thần và giết chết một con chuột phá hoại trong thời gian phục vụ.

## Cuộc đời
Simon được tìm thấy đang lang thang ở các xưởng đóng tàu của Hồng Kông vào tháng 3 năm 1948 bởi Seaman George Hickinbottom, 17 tuổi, một thành viên của phi hành đoàn tàu khu trục HMS Amethyst của Anh đóng tại thành phố vào cuối những năm 1940. Ở giai đoạn này, người ta cho rằng Simon đã gần một tuổi, và rất thiếu dinh dưỡng và không khỏe. Hickinbottom đã quyết định âm thầm tuồn con mèo trên tàu, và Simon sớm hòa nhập với thủy thủ đoàn và sĩ quan, đặc biệt vì nó rất giỏi trong việc bắt và giết chuột ở tầng dưới. Simon nhanh chóng nổi tiếng về sự táo tợn, để lại những con chuột chết trên giường của các thủy thủ và ngủ trong mũ thuyền trưởng.
Phi hành đoàn đã xem Simon như một linh vật may mắn, và khi chỉ huy của con tàu thay đổi sau đó vào năm 1948, Ian Griffiths đã ra đi để lại con mèo cho người kế nhiệm của mình, Trung úy Chỉ huy Bernard Skinner, người ngay lập tức yêu thích con vật thân thiện. Tuy nhiên, nhiệm vụ đầu tiên của Skinner khi chỉ huy Amethyst là đi ngược dòng sông Dương Tử đến Nam Kinh để thay thế tàu làm nhiệm vụ ở đó, HMS Consort. Nửa đường trên sông, con tàu bị lôi kéo vào Sự cố Amethyst, khi khẩu pháo của Cộng sản Trung Quốc nổ súng vào khinh hạm. Một trong những đợt nã đầu tiên xé toạc cabin của thuyền trưởng, làm Simon bị thương nặng. Trung uý Skinner chết vì vết thương ngay sau vụ tấn công.
Trong thời kiểm dịch các thành viên trên tàu, Simon bị nhiễm virut và bất chấp sự chú ý của nhân viên y tế và hàng ngàn người yêu thích, đã chết vào ngày 28 tháng 11 năm 1949 do biến chứng nhiễm virus do vết thương chiến tranh. Hàng trăm người, bao gồm toàn bộ phi hành đoàn của HMS Amethyst, đã tham dự lễ tang của nó tại Nghĩa trang động vật PDSA Ilford ở phía đông London.